# Anuta jezik
Anuta jezik (ISO 639-3: aud), jedan od devet futunskih jezika, šire polinezijske skupine, kojim govori 270 ljudi (1999 SIL) na otoku Anuta u Solomonskim otocima.
Etnički i jezično Anuta se razlikuju od svojih susjeda koji pripadaju u Melanezijce, isključujući jedino zajednicu Tikopia. Srodan je tikopijskom [tkp] 

## Vanjske poveznice
- Ethnologue (14th)
- Ethnologue (15th)